# جولي همر
جولي همر (بالإنجليزية: Julie Hammer)‏ هي مهندسة أسترالية، ولدت في 17 فبراير 1955 في بريزبان في أستراليا.